# Nutepelmén
Nutepelmén (en rus: Нутэпэльмен) és un poble del districte autònom de Txukotka, a Rússia, que el 2013 tenia 161 habitants.